# Фармацевтичний журнал
«Фармацевти́чний журна́л» (англ. Farmatsevtychnyi zhurnal) (Kyiv) — всеукраїнський науково-практичний журнал. Видання широко висвітлює практичну діяльність підприємств фармацевтичної галузі України, основні проблеми організації та координації фундаментальних і прикладних наукових медичних і фармацевтичних досліджень, актуальні питання розвитку науки та інноваційної діяльності, сучасний стан та перспективи досліджень з найважливіших напрямків медичної і фармацевтичної науки як в Україні, так і в світі, повідомляє про досягнення наукових колективів та окремих учених. Цільовою аудиторією періодичного видання є широке коло науковців, провізорів і лікарів, магістрів і бакалаврів медицини і фармації, організаторів системи охорони здоров'я, керівників й фахівців підприємств практичної фармації (виробництв, організацій гуртової й роздрібної реалізації лікарських препаратів), викладачів, аспірантів і докторантів медичних та фармацевтичних навчальних закладів. Журнал включено до переліку видань ВАК України, в яких можуть публікуватись основні результати дисертаційних робіт на здобуття наукового ступеня кандидата наук (доктора філософії) і доктора наук за науковими спеціальностями з фармації і фармакології.

## Історія
Заснований 1928 році у Харкові як орган Народного Комісаріату охорони здоров'я УРСР, а пізніше засновниками журналу стали
Національний фармацевтичний університет,  ДП «Державний науковий центр лікарських засобів і медичної продукції»,ДП «Державний експертний центр Міністерства охорони здоров'я України».
У 1941—1958 pp. журнал не видавався.
З 1959 року і по теперішній час архів доступний на сайті журналу https://pharmj.org.ua

## Зміст
Журнал публікує оригінальні статті та огляди, які відображають передовий досвід і результати наукових досліджень у фармацевтичній галузі, а саме: Організація і управляння фармацією; Фармацевтична технологія; Клінічна фармакологія; Фармакологія; Гомеопатична фармація; Синтез та аналіз біологічно активних сполук; Виробництво, контроль якості, стандартизація ліків; Фармакогностичні, фітохімічні дослідження; Судова фармація; Фармацевтична освіта; Фармакоекономіка;  Актуальні питання. Дискусії; Огляди; Події, факти та ін..

### Рубрикиза спеціальностями:
- -  · I8 226 «Фармація (за спеціалізаціями)». Організація і управляння фармацією. Фармацевтична технологія. Гомеопатична фармація. Синтез та аналіз біологічно активних сполук. Фармакогностичні, фітохімічні дослідження. Виробництво, контроль якості, стандартизація ліків. Фармацевтичний менеджмент. Фармацевтичний маркетинг і логістика. Біофармація. Нутриціологія. Фармацевтична мікробіологія. Судова фармація. Ветеринарна фармація. Фармацевтична освіта. Інформаційні та інноваційні технології у фармації. Історія фармації і медицини.
  - · I2 222 «Медицина», I3 228 «Педіатрія». Фармакологія. Клінічна фармакологія. Фармакокінетика і фармакодинаміка лікарських засобів. Фармакоекономіка. Мікробіологія. Медична токсикологія. Гомеопатична медицина. Оцінка медичних технологій. Біоеквівалентність та раціональне використання лікарських засобів. Медична і фармацевтична освіта.
  - · Е1 «Біологія та біохімія».' Лікарські рослини, рослинна сировина, фітохімічні дослідження. Доклінічне вивчення лікарських засобів. Фармакологія. Клінічна фармакологія. Токсикологія. Біохімія. Біотехнологія.   · Актуальні питання. Дискусії   · Огляди   · Конференції, симпозіуми, конгреси   · Події, факти

## Редакційний колектив

### Головний редактор
- Головними редакторами «Фармацевтичного журналу» були провідні вчені: перший ректор Харківського фармацевтичного інституту і завідувач кафедри фармацев- тичної хімії й фармакогнозії професор Валяшко М. О. (1928—1931 рр.), начальник Головного аптечного управління Пельц С. І.(1931—1935 рр.), міністр охорони здоров'я УРСР академік Медве́ дь Л. І. (1936 р.), начальник Головного аптечного управління Виниченко І. П. (1936—1939 рр.), начальник Головного аптечного управління Шевельова А. Е. (1940—1941 рр.), начальник Головного аптечного управління МОЗ України доцент Губський І. М. (1959—1968 рр.), начальник Київського аптечного управління канд. хім. наук Шевчук-Абрамова О. І.(1968—1996 рр.),завідувач лабораторії з контролю якості лікарських препаратів ДУ «Інститут фармакології та токсикології НАМН України» професор Цуркан О. О.(1999—2014 рр), декан медико-профілактичного і фармацевтичного факультету Національного університету охорони здоровя України імені П. Л. Шупика професор Трохимчук В. В. з 2014 р.

### Заступники головного редактора
- Убогов С. Г., д-р фарм. наук, професор;— заступник головного редактора
- Власенко І. О., канд. фарм. наук, доцент — редактор

### Редакційна колегія
Члени редакційної колегії за спеціальністю:
Трохимчук В. В., д-р фарм. наук, проф. (Київ) 
Власенко І. О., канд. фарм. наук, доцент (Київ) 
Бєлявска А., д-р габілітований з фарм. наук, проф. (Польща), Вуєц М., д-р габілітований з фарм. наук, проф. (Польща), Гельмбольдт В. О., д-р хім. наук, проф. (Одеса), Гладишев В. В., д-р фарм. наук, проф. (Запоріжжя), Головенко М. Я., д-р біол. наук, проф., академік НАМН України (Одеса), Грицик А.Р., д-р фарм. наук, проф. (Івано-Франківськ), Гульпа В.С., канд. фарм. наук, доцент (Київ), Дашевський А. М., д-р фарм. наук, доцент (Німеччина), Дроздова А.О., д-р фарм. наук, проф. (Київ), Зайченко Г. В., д-р мед. наук, проф. (Київ), Заліська О. М., д-р фарм. наук, проф. Зіменковський А. Б., д-р мед. наук, проф. (Львів), Котвіцька А. А., д-р фарм. наук, проф. (Харків), Лесик Р.Б., д-р фарм. наук, проф. (Львів), Маслова Н. Ф., д-р біол. наук, проф. (Харків), Матвєєва Надія Анатоліївна д-р біол. наук, проф. (Київ), Набока О. І., д-р біол. наук професор (Харків), Ніженковська І. В., д-р мед. наук, проф. (Київ), Соловйов С.О., д-р фарм. наук, проф. (Київ), Убогов С.Г., д-р фарм. наук, професор (Київ) – заступник редактора, Хакім Мохамад Сайфудін, д-р філософії (Індонезія), Шматенко О. П., д-р фарм. наук, проф.(Київ), Шпичак О.С., д-р фарм. наук, проф. (Харків)
Редакційна рада
Бабінцева Л.Ю., д-р біол. наук, проф.  (Київ), Гудзенко О. П., д-р фарм. наук, проф. (Київ) - голова, Давтян Л. Л., д-р фарм. наук, проф. (Київ), Зіменковський Б. С., д-р фарм. наук, проф., академік НАМН України (Львів), Коритнюк Р.С., д-р фарм. наук, проф. (Київ), Панасенко О.І. д-р фарм. наук, проф. (Запоріжжя), Тишкін С. М., д-р біол. наук (Київ)
- Свідоцтво про державну реєстрацію: 19.04.2018 року, свідоцтво: Серія КВ  № 23258-13098ПР
- Реєстрація суб'єкта у сфері друкованих медіа: Рішення Національної ради України з питань телебачення і радіомовлення № 2050 від 13.06.2024 року, протокол №18 Реєстрація суб'єкта у сфері онлайн-медіа: Рішення Національної ради України з питань телебачення і радіомовлення № 2051 від 13.06.2024 року, протокол 18
- Журнал включено до переліку наукових фахових видань України (категорія «Б») за спеціальностями : 226 «Фармація, промислова фармація» (Наказ Міністерства освіти і науки України від 18. 12. 2018 р. № 1412), 091 « Біологія» (Наказ Міністерства освіти і науки України від 07. 05. 2019 р. № 612).
- Електронна версія журналу представлена на сайті НБУ ім..В. І. Вернадського (http://www.irbis-nbuv.gov.ua [Архівовано 12 жовтня 2014 у Wayback Machine.]) і сайті журналу https://pharmj.org.ua
- Електронна версія журналу з 1959 року і по теперішній час представлена на сайті журналу https://pharmj.org.ua
- Журнал індексується Google Scholar (https://scholar.google.com.ua/citations?user=Lu7V6-UAAAAJ&hl=uk)станом [Архівовано 15 вересень 2021 у Wayback Machine.] на 1 січня 2017 року
- Видання Farmatsevtychnyi zhurnal включено до реферативних і наукометричних бази даних: Directory of Open Access Journals (з 2019 р.), worldcat.org (з 1930 р.), elibrary.ru (з 1973 р.), Google Академія (з 2011 р.), НБУ ім. В. І. Вернадського (з 2011 р.), ICI World of Journals (з 2014)
- ICV 2019: 79.81